# Gwinea na Mistrzostwach Świata w Lekkoatletyce 2013
Gwinea na Mistrzostwach Świata w Lekkoatletyce 2013 – reprezentacja Gwinei podczas Mistrzostw Świata w Moskwie liczyła 1 zawodnika, który nie zdobył medalu.

## Występy reprezentantów Gwinei
| Konkurencja             | Zawodnik      | Eliminacje   | Eliminacje | Półfinał | Półfinał | Finał    | Finał   |
| Konkurencja             | Zawodnik      | Rezultat     | Pozycja    | Rezultat | Pozycja  | Rezultat | Pozycja |
| ----------------------- | ------------- | ------------ | ---------- | -------- | -------- | -------- | ------- |
| Bieg na 1500 m mężczyzn | Mamadou Barry | 4:16,38 (SB) | 36.        | NQ       | NQ       | NQ       | NQ      |